# 1941년 프랭클린 D. 루스벨트 대통령 취임식
프랭클린 D. 루스벨트의 세 번째 취임식은 1941년 1월 20일 월요일, 워싱턴 D.C.의 미국 국회의사당 동쪽 주랑에서 열렸다. 이는 39번째 취임식이었으며, 프랭클린 D. 루스벨트의 대통령으로서의 세 번째이자 최종 만기 임기, 그리고 헨리 A. 월리스의 부통령으로서의 유일한 임기가 시작되었음을 의미했다. 이는 대통령이 세 번째 임기를 시작한 최초이자 유일한 경우였으며, 1951년 미국 수정 헌법 제22조가 비준된 이후에는 어느 누구도 두 번 이상 대통령으로 선출될 수 없지만, 2년 이하의 부분 임기가 한 번 이상 허용된다면 세 번째 임기는 여전히 가능하다.
대법원장 찰스 휴스는 루스벨트에게 세 번째이자 마지막으로 대통령 취임 선서를 집행했으며, 루스벨트는 1933년과 1937년 취임식 때 사용했던 동일한 가족 성경에 손을 얹고 고린도전서 13장을 편 채 선서를 낭독했다. 퇴임하는 부통령 존 낸스 가너는 월리스에게 부통령 선서를 집행했다.

## 같이 보기
- 프랭클린 D. 루스벨트 행정부
- 1933년 프랭클린 D. 루스벨트 대통령 취임식
- 1937년 프랭클린 D. 루스벨트 대통령 취임식
- 1945년 프랭클린 D. 루스벨트 대통령 취임식
- 1940년 미국 대통령 선거